# Конти (Радомщанський повіт)
Конти (пол. Kąty) — село в Польщі, у гміні Житно Радомщанського повіту Лодзинського воєводства.
У 1975-1998 роках село належало до Ченстоховського воєводства.